# Le Grazie (Porto Venere)
Le Grazie is een plaats (frazione) in de Italiaanse gemeente Porto Venere.